# Microcrambus elegans
Microcrambus elegans là một loài bướm đêm thuộc họ Crambidae. Nó được tìm thấy ở Ontario, Quebec và Maine to Florida, phía tây đến Texas, phía bắc đến Kansas và Illinois.
Sải cánh dài 12–15 mm. Con trưởng thành bay từ tháng 6 đến tháng 8 ở phía bắc và từ tháng 3 đến tháng 10 in the south. Có một lứa một năm ở phía bắc và multiple in the south.
Ấu trùng ăn các loài Poaceae.

## Hình ảnh

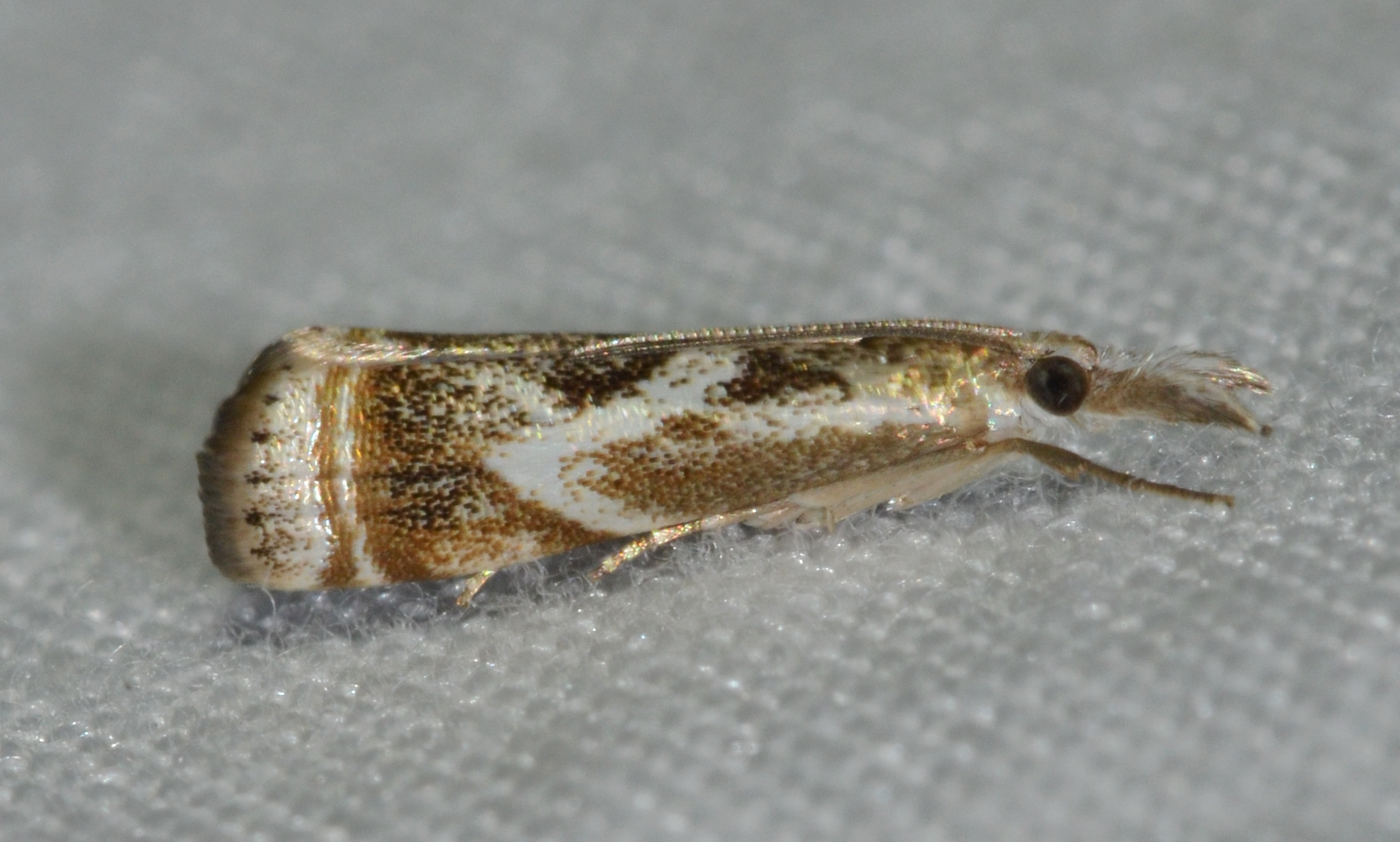